# بين جونز (لاعب كرة قدم بريطاني)
بين جونز (بالإنجليزية: Ben Jones)‏ (7 يوليو 1992 في المملكة المتحدة - ) هو لاعب كرة قدم بريطاني في مركز الهجوم. لعب مع نادي تشستر سيتي وColwyn Bay F.C. ‏ وFlint Town United F.C. ‏.

## وصلات خارجية
- بين جونز على موقع قاعدة بيانات كرة القدم.إي يو (الإنجليزية)
- بين جونز على موقع Soccerbase.com (لاعب) (الإنجليزية)